# Cyrtolabulus yunnanensis
Cyrtolabulus yunnanensis är en stekelart som beskrevs av Lee 1982. Cyrtolabulus yunnanensis ingår i släktet Cyrtolabulus och familjen Eumenidae. Inga underarter finns listade i Catalogue of Life.